# Alexandra Dubini
Alexandra Marie H. Dubini  (Aubagne) es una científica franco-española experta en energías renovables que en 2018 fue condecorada con la medalla de oro de la Cruz Roja Española.

## Trayectoria
Alexandra Dubini nació en la localidad francesa de Aubagne aunque se trasladó a vivir a Córdoba. Se doctoró en biología molecular en la Universidad de Anglia del Este, en Reino Unido y se especializó en el desarrollo de biocombustibles a través de algas verdes y la descontaminación de aguas residuales. En 2019 empezó a formar parte de dos grupos de expertos de la Comisión Europea relacionados con la energía, el clima, el medio ambiente, la economía circular y la eficiencia de recursos.
Dubini trabajó durante más de 10 años en el Laboratorio Nacional de Energía Renovable de Estados Unidos, en Colorado. Continuó sus investigaciones sobre la producción de biocombustibles a partir de algas, incluyendo hidrógeno, en el programa TalentHub de la Agencia andaluza del Conocimiento, pasando a formar parte en 2015 del Departamento de Bioquímica y Biología Molecular de la Universidad de Córdoba. Además, Dubini ha colaborado con la NASA en un proyecto que quiere conseguir enviar algas al espacio.

### ProyectoHomewardBound
En 2018, Dubini fue seleccionada para participar en la iniciativa Homeward Bound: The Incredible Journey junto a las científicas Uxúa López, Alicia Pérez-Porro y Ana Payo Payo, siendo las primeras investigadoras españolas en formar parte de este programa de liderazgo y empoderamiento para mujeres STEM.

## Reconocimientos
En 2018 recibió la medalla de oro de la Cruz Roja Española por sus aportaciones a la mejora del medioambiente. En 2020 fue finalista de los premios Mujeres a Seguir en la categoría de ciencia.